# William Lauder (faussaire)
William Lauder est un critique faussaire écossais, mort maître d’école à la Barbade en 1771. Il est connu par l’accusation de plagiat qu’il intenta faussement à la mémoire de Milton. Ses écrits contre Milton ont pour titre : An essay on Milton’s use (1751, in-8°) ; The grand impostor detected (1754). 

## Biographie
William Lauder étudia avec succès à Édimbourg et exerça la profession de maître d’école. Il publia en 1739 une édition des Psaumes traduits par Jonston. Un accident qui lui arriva le força de se soumettre à l’amputation d’une jambe. A ce malheur se joignit le chagrin de ne pouvoir obtenir la place de gardien de la bibliothèque d’Édimbourg, et celui de perdre presque tout l’argent qu’il possédait, à l’impression d’une magnifique édition d’un recueil intitulé, Poetarum Scotorum Musæ sacræ, 2 vol., qui n’eut aucun succès. Il crut qu’il serait plus heureux à Londres : c’est dans le Gentleman’s Magazine, qu’il fit paraître en 1747 sa première attaque contre la réputation de Milton ; et voyant que ses impostures ne se découvraient pas, il leur donna plus de développement dans un volume publié en 1751, sous le titre d’Essai sur l’usage et l’imitation qu’a faits des modernes Milton dans son Paradis perdu. Il y accusait Milton d’avoir pris des idées dans Masenius, Grotius et Ramsay ; et plusieurs de ses accusations paraissent fondées : heureux s’il n’y eût pas mis de la mauvaise foi ! Il réussit à entraîner, dans l’opinion qu’il n’avait pas lui-même, plusieurs écrivains distingués, particulièrement Samuel Johnson, qui disait que l’auteur de l’attaque était trop frénétique pour être un faussaire, et qui, d’ailleurs, était assez disposé lui-même à trouver un républicain coupable : mais John Douglas démontra, la même année, la fourberie de Lauder, en publiant, Milton vengé de l’accusation de plagiat, portée contre lui par Lauder, et Lauder convaincu lui-même d’en avoir grossièrement imposé au public. Lettre adressée au comte de Bath, 1751, in-8°. Lauder fut convaincu d’avoir intercalé, dans un exemplaire du drame latin de Grotius (l’Adamus exul), plusieurs vers copiés d’une traduction ignorée du Paradis perdu. Couvert de confusion, il signa une confession qui lui fut dictée par un ami, que Johnson le força de rendre publique, et où il reconnaissait sa turpitude : mais il ne fut pas même franc dans ses aveux, et attribua successivement sa haine contre Milton à différents motifs. Enfin, après avoir vécu quelque temps aux dépens d’amis ou de complices de son imposture, il alla s’établir maître d’école aux Barbades, où il mourut dans l’indigence et généralement méprisé, vers l’année 1771.

## Source
- « William Lauder (faussaire) », dans Pierre Larousse, Grand dictionnaire universel du XIXe siècle, Paris, Administration du grand dictionnaire universel, 15 vol., 1863-1890 [détail des éditions].
- « William Lauder (faussaire) », dans Louis-Gabriel Michaud, Biographie universelle ancienne et moderne : histoire par ordre alphabétique de la vie publique et privée de tous les hommes avec la collaboration de plus de 300 savants et littérateurs français ou étrangers, 2e édition, 1843-1865 [détail de l’édition]